# 斯莱恩城堡
斯莱恩城堡（英语：Slane Castle）是位于爱尔兰米斯郡斯莱恩的一座城堡，由苏格兰人亨利·科宁厄姆（Henry Conyngham）建造于18世纪，之后一直是科宁厄姆家族的居住地。斯莱恩节会借用城堡来举办。